# Instrumentmaker
Een instrumentmaker is het beroep van iemand die instrumenten maakt. Zo iemand wordt ook wel "fijnbankwerker" of "fijnmechanicus" genoemd. Het is een vakspecialisatie in de techniek met het doel gereedschap te maken met een gespecialiseerde functie, meestal binnen het vakgebied van de mechanische techniek.
Dat kan zijn:
- Een wetenschappelijk instrument
- Een meetinstrument
- Een medisch instrument (iemand met deze specialisatie heet een chirurgisch instrumentmaker)
- Een optisch instrument

Een orthopedisch instrumentmaker maakt geen gereedschappen, maar protheses en/of ortheses.